# Chris Pratt
Christopher Michael "Chris" Pratt (født 21 juni 1979 i Virginia, Minnesota) er en amerikansk skuespiller. Pratt er måske bedst kendt for sine roller som Brighton "Bright" Abbott i tv-serien Everwood og som Andy Dwyer i Parks and Recreation. Han spiller superhelten Star-Lord i Guardians of the Galaxy.
Han har siden 2009 været gift med Anna Faris, og de fik en søn i 2012.

## Udvalgt filmografi
| År   | Titel                          | Rolle                             |
| ---- | ------------------------------ | --------------------------------- |
| 2005 | Strangers with Candy           | Brason                            |
| 2008 | Wieners                        | Bobby                             |
| 2008 | Wanted                         | Barry                             |
| 2009 | Bride Wars                     | Fletcher                          |
| 2009 | Deep in the Valley             | Lester Watts                      |
| 2009 | Jennifer's Body                | Roman Duda                        |
| 2011 | Moneyball                      | Scott Hatteberg                   |
| 2011 | What's Your Number?            | Disgusting Donald                 |
| 2011 | 10 Years                       | Cully                             |
| 2012 | The Five-Year Engagement       | Alex Eilhauer                     |
| 2012 | Zero Dark Thirty               | Justin                            |
| 2013 | Movie 43                       | Doug                              |
| 2013 | Delivery Man                   | Brett                             |
| 2014 | LEGO Filmen                    | Emmet Bygklodski                  |
| 2014 | Guardians of the Galaxy        | Peter Quill / Star-Lord           |
| 2015 | Jurassic World                 | Owen                              |
| 2016 | Passengers                     | Jim Preston                       |
| 2016 | The Magnificent Seven          | Josh Faraday                      |
| 2017 | Guardians of the Galaxy Vol. 2 | Peter Quill / Star-Lord           |
| 2018 | Avengers: Infinity War         | Peter Quill / Star-Lord           |
| 2019 | LEGO Filmen 2                  | Emmet Bygklodski & Rex Farligvest |
| 2020 | Fremad                         | Barley Lightfoot                  |
| 2022 | Thor: Love and Thunder         |                                   |
| 2023 | Guardians of the Galaxy Vol. 3 | Peter Quill                       |

### Tv-serier
| År        | Titel                | Rolle                 |
| --------- | -------------------- | --------------------- |
| 2002-2006 | Everwood             | Bright Abbott         |
| 2006-2007 | The O.C.             | Winchester "Che" Cook |
| 2009-2014 | Parks and Recreation | Andy Dwyer            |